# Music to Be Murdered By
Music To Be Murdered By je jedanaesti studijski album američkog repera Eminema. Album je objavljen 17. januara 2020. godine od strane izvođačke kuće Šejdi rekords, Aftermet rekords i Interskop rekords bez prethodne najave. Gosti albuma su Juice Wrld, Royce da 5'9", Slaughterhouse(bez Joe Buddena), dEnAuN poznat kao Mr.Porter, Young M.A, Ed Sheeran, Skylar Grey, Anderson .Paak, Don Toliver, Q-tip i Black Thought. Eminem potpisan kao Slim Šejdi i Dr. Dre potpisani su kao izvršni producenti albuma, dok je produkcija individualnih numera odrađena od strane raznih muzičara kao sto su Royce, Skylar, D.A. Doman, Fred itd.

## Pozadina albuma
Eminem je 17. januara 2020. god. objavio post na instagramu na kome je pisalo "Tvoja je sahrana...", kao i spot za pesmu Darkness čija je tematika bila oko oružja i školskim pucnjavama širom Amerike. Na slici albuma se vidi sam Eminem kako drži sekiru pripitu uz glavu kao i pištolj revolver. Sam omot albuma je ustvari odavanje počasti Alfredu Hičkoku. Naredni post na instagramu bio je u vezi ujke Alfreda i tekst na kome piše "Inspirisan od strane učitelja ujke Alfreda". #MusicToBeMurderedBy.

## Komercijalni uspeh
Kritičari su dobro ocenili album sa metaskorom od 64/100 međutim spektakulisalo se da Eminem ustvari ne teži da promoviše album jer kako navodi u predhodnom albumu u pesmi Greatest "Postavio sam prevelike granice, čim platinum ploča izgleda kao neuspeh", aludirajući na to da i sama platinum prodaja od milion primeraka ne predstavlja neki uspeh.
Music To Be Murdered By je u prvoj nedelji prodao više od 279.000 album-ekvivalentnih jedinica i do kraja meseca je postao "zlatan" prodavši 500.000 primeraka. Više od mesec dana nakon objavljivanja Eminem je na kanalu "Lyrical Lemonade" objavio spot za pesmu Godzilla koja je manje od dve nedelje skupila 75 miliona pregleda.

## Spisak pesama
1. "" (Intro)[2]
2. "" (featuring Young M.A)
3. "" (featuring Royce da 5'9" and White Gold)
4. "" (Interlude)
5. "" (featuring Ed Sheeran)
6. "" (featuring Juice Wrld)
7. "" (featuring Skylar Grey)
8. "" (featuring Royce da 5'9", Black Thought, Q-Tip and Denaun)
9. "" (Intro)
10. "" (featuring Anderson .Paak)
11. "" (featuring Don Toliver)
12. "" (featuring Kxng Crooked, Royce da 5'9" and Joell Ortiz)
13. "" (Outro)

## Sertifikati i Top Liste
| Region             | Sertifikat |
| ------------------ | ---------- |
| UK Albumi (OCC)    | 1          |
| US Billboard 200   | 1          |
| US Top R&B/Hip-Hop | 1          |